# Памятник А. С. Пушкину (Ташкент)
Памятник Александру Сергеевичу Пушкину работы скульптора Михаила Константиновича Аникушина был открыт в Ташкенте 6 июня 1974 года. Открытие памятника, выполненного из бронзы, было приурочено к 175-летнему юбилею великого русского поэта. Памятник изначально был установлен на улице Пушкина в небольшом сквере. В 2015 году в связи с архитектурной перепланировкой города Ташкента памятник был отреставрирован и перемещён на площадь, переименованную в честь поэта (бывшую Театральную).

## Описание
Скульптор изобразил Александра Сергеевича Пушкина в полный рост, одетым в длинный сюртук, обе руки поэта заложены за спину. Голова поэта поднята вверх, словно озарённая вдохновением. Памятник установлен на высокий постамент, облицованный гранитом. На постаменте надпись на русском языке «АЛЕКСАНДРУ СЕРГЕЕВИЧУ ПУШКИНУ».

## История памятника
Первый вариант памятника Пушкину был установлен в Ташкенте вскоре после окончания Великой Отечественной войны на одной из старейших улиц города, носящей имя великого русского поэта. Бывший Лагерный проспект, ведущий от Константиновского сквера к летним лагерям Туркестанских войск, был переименован в честь Александра Сергеевича Пушкина в 1899 году, к его столетнему юбилею. Улица Пушкина, центральная улица Русского Ташкента, была также одной из самых благоустроенных и оживлённых.
В год празднования 175-летнего юбилея поэта на улице Пушкина был установлен памятник работы скульптора Михаила Константиновича Аникушина. Сам скульптор присутствовал на открытии памятника. Вокруг памятника был разбит сквер площадью 1,5 га. Позднее имя Пушкина было присвоено также и открывшейся в 1980 году рядом с памятником станции Ташкентского метрополитена Чиланзарской линии.

## Перенос памятника
В 2015 году в связи с архитектурной перепланировкой города Ташкента руководство Узбекистана приняло решение о переносе памятника Пушкину на одну из центральных площадей города. В связи с этим МИД Узбекистана уведомил посольство Российской Федерации о планах по переносу памятника. Как сообщалось, ранее Русский культурный центр Узбекистана обратился в хокимият города Ташкента с просьбой о переносе памятника Пушкину в более удобное и доступное для посещения место.
В ответ на уведомление МИД России опубликовал сообщение, в котором, в частности, говорилось:
Памятник Пушкину работы известного скульптора М. К. Аникушина многие годы знаменует собой непреходящую роль творческого наследия великого поэта для культуры республики, укрепления российско-узбекских культурных связей. Для российских соотечественников и узбекской общественности стало традицией собираться у его подножия в памятные дни, связанные с жизнью и творчеством поэта.

Руководство МИД Узбекистана заинтересованно восприняло предложение российской стороны осуществить перенос памятника таким образом, чтобы его новое местоположение было более удобным для свободного доступа к нему горожан и проведения здесь культурных мероприятий.
В качестве нового места установки памятника была выбрана площадь перед зданием министерства лёгкой промышленности Узбекистана (бывшая Театральная площадь), на пересечении улиц Шота Руставели и Бабура. 10 августа памятник был демонтирован, а 14 августа, после проведённой реставрации, был установлен на новом месте. Изменения коснулись также и постамента памятника, который стал выше.

## Создание парка «Пушкинских времён»
14 октября площадь перед зданием министерства лёгкой промышленности Узбекистана была переименована в площадь Пушкина. Решением хокимията города Ташкента вокруг памятника Пушкину, на территории в 4,5 га, разбит парк «Пушкинских времён». Парк оборудован фонарями и парковыми скамейками, стилизованными под предметы XIX века.
Как отметил председатель Русского культурного центра Узбекистана Александр Аристов:
В этом районе уже воздвигнуты памятник грузинскому поэту Шота Руставели, создан парк имени среднеазиатского поэта и правителя Захириддина Мухаммада Бабура, улицы, носящие их имена. Теперь, когда здесь появился парк Пушкина, в Ташкенте появится своеобразный литературный треугольник.
Руководство города Ташкента также сообщило, что станция метро Пушкинская на прежнем месте установки памятника не будет переименована.